# Deilingen
Deilingen (pronunciato Deilinghen) è un comune tedesco di 1 916 abitanti,, situato nel land del Baden-Württemberg.

## Geografia
Deilingen si trova nella parte più settentrionale della provincia di Tuttlingen. Il suo territorio è a una altitudine fra 790 e 1009 metri.
Il comune di Deilingen, oltre al centro abitato, comprende il quartiere Delkhofen e tre fattorie: Delkhofer Mühle, Deklhofer Säge e Ziegelhütten.

## Storia
Già nell'anno 786 in un atto di donazione del monastero di San Gallo si menzionava Deilingen. Il comune faceva parte della contea Hohenberg, poi nel 1381 diventò parte del territorio austriaco, infine nel 1805 entrò a far parte della contea di Würtemberg.

## Politica e amministrazione
Deilingen fa parte della unione di amministrazione del Heuberg (la regione in cui è situata Deilingen). Il sindaco è Albin Ragg della CDU (partito cristianodemocratico).

## Economia
In passato l'agricoltura era la risorsa economica più importante. Dagli anni cinquanta in poi l'agricoltura ha perso importanza e oggi il 70% dei posti di lavoro si trova nell'industria.

## Educazione
A Deilingen c'è una scuola elementare, mentre a Gosheim a 5 km di distanza c'è una scuola superiore.

## Sport
Come in tanti paesi di questa regione anche a Deilingen si trova una pista di sci, servita da uno skilift di 170 metri di lunghezza.